# Совари
45°43′ пн. ш. 16°31′ сх. д. / 45.72° пн. ш. 16.52° сх. д.
Совари (хорв. Sovari) — населений пункт у Хорватії, в Б'єловарсько-Білогорській жупанії у складі міста Чазма.

## Населення
Населення за даними перепису 2011 року становило 97 осіб.
Динаміка чисельності населення поселення: